# Mahrersdorf (Gemeinde Altenburg)
Mahrersdorf ist ein Ort auf dem Gebiet der gleichnamigen Katastralgemeinde der Gemeinde Altenburg im Bezirk Horn in Niederösterreich.

## Geografie
Der Ort liegt am südlichen Rand des Horner Beckens über dem Tal der Kleinen Taffa. Die Seehöhe in der Ortsmitte beträgt 421 Meter. Die Fläche der Katastralgemeinde umfasst 2,91 km². Die Einwohnerzahl beläuft sich auf 64 (Stand 1. Jänner 2025).

## Postleitzahl
Mahrersdorf hat die Postleitzahl 3591.

## Bevölkerungsentwicklung
| Jahr      | 1830 | 1890 | 1923 | 1951 | 1961 | 1971 | 1991 | 2001 |
| --------- | ---- | ---- | ---- | ---- | ---- | ---- | ---- | ---- |
| Einwohner | 133  | 125  | 98   | 77   | 71   | 61   | 59   | 53   |

## Geschichte
Hinweise auf eine frühe Besiedelung (Lengyelkultur) lieferten Grabungen des NÖ Landesmuseums im Jahr 1933; zutage traten eine Brandgrube, Bruchstücke von dünnwandiger Keramik, mehrere Klingen aus Jaspis, Gefäßscherben, Schöpflöffelreste … beiderseits der Straße nach Fuglau.
Erste urkundliche Erwähnung (1169) im Gründungsbuch des Stiftes Zwettl („[…] sicut quidam ad modum nobiles de Sitzendorf iuxta Egenburch, quidam de Marcharstorf iuxta Altenburch […], qui secundum generaciones suas diversa nomina sorciuntur“).
In einer lateinischen Urkunde des Stifts Altenburg wird Mahrersdorf erstmals 1255 genannt, in der es um einen Streit zwischen dem Stift Altenburg und einem Reinhold de Marchartzdorf geht. 1496 verkaufte ein Wolfgang Dachsner die damals schon zur Ruine verfallene Feste Mahrersdorf und den Ort an das Stift Altenburg.

In der zweiten Hälfte des 16. Jahrhunderts war das Dorf weitgehend verödet („ödes dorff Marckerstorff“, div. Nachweise bei Seebauer 2002, S. 27f.). In den Jahren 1576–1579 – während der Reformationszeit – ließ sich der Prädikant Jacob Feuchtinger, ein apostatierter Mönch aus Krain hier nieder. Auch Reingrabner weist Mahrersdorf für das Jahr 1580 als evangelische Gemeinde aus. Die Gegenreformation erfolgte unter der Leitung von Joachim Baron Windhaag und Abt Bernhard Leiß von Altenburg.
In der Neuzeit hatte das Stift Altenburg die Ortsobrigkeit inne.
In seiner Topografie aus dem Jahr 1839 gibt Franz Xaver Schweickhardt in Mahrersdorf 26 Familien (68 männlich, 65 weiblich) und neun Schulkinder in 23 Häusern an. Im Hinblick auf Handwerk und Gewerbe erwähnt er einen Müller, einen Wirt, einen Baumwoll- und einen Leinweber sowie einen Zimmermann und einen Schneider. Den Viehstand betreffend führt er an: ein Pferd, 30 Ochsen, 24 Kühe, acht Ziegen, 52 Schafe und 28 Schweine.
Auf Grund des provisorischen Reichsgemeindegesetzes vom 17. März 1849 wurde die im Franziszeischen Steuerkataster geschaffene Katastralgemeinde als unterste Verwaltungseinheit (mit eigenem Bürgermeister) anerkannt. Laut Adressbuch von Österreich waren im Jahr 1938 in der Ortsgemeinde Mahrersdorf ein Schuster und mehrere Landwirte ansässig. Im selben Jahr wurde Mahrersdorf nach Altenburg eingemeindet.
Ab 1945 war der Ort wieder eine selbstständige Gemeinde. Unter Franz Kühhaß, dem Nachkriegsbürgermeister, und einzigen Bürgermeister der Zweiten Republik, erfolgte im Jahr 1946 die Versorgung des Dorfes mit elektrischer Energie; die Errichtung einer öffentlichen Fernsprechstelle in der Gemeinde wurde in der Sitzung vom 15. Jänner 1961 beschlossen. Im selben Jahr stand auch die Staubfreimachung der Landesstraße 8021 zwischen Altenburg und Mahrersdorf auf der Tagesordnung (vgl. Seebauer 2002, S. 134ff.).
Im Zuge der Gemeindezusammenlegungen wurde Mahrersdorf zum 1. Januar 1968 ein Teil der neu gebildeten Großgemeinde Altenburg.
Generationen von Mahrersdorferinnen und Mahrersdorfern besuchten die Trivialschule (später: Volksschule) in Fuglau. Mit Beginn des Schuljahres 1966/67 wurde diese einklassige Volksschule geschlossen (letzter Lehrer: Wilhelm Naber). Die Mahrersdorfer Kinder besuchen nunmehr die Volksschule in Altenburg; Neue Mittelschule und AHS sowie berufsbildende Schulen befinden sich in Horn.

## Kultur und Sehenswürdigkeiten
- Dach und Fassade der Ortskapelle Mahrersdorf wurden im Sommer 2012 renoviert. Die Renovierung der Floriani-Statue (gestiftet von Franz und Barbara Riel im Jahr 1856) erfolgte im Frühjahr 2013.
- Ruine Mahrersdorf:[6] Die Ruine der Feste Mahrersdorf befindet sich auf einer Anhöhe nördlich des Ortes am rechten Ufer der Kleinen Taffa.[15] Die Mahrersdorfer Burg wurde im Jahr 1474 von den Österreichern besetzt; die Truppen zogen allerdings nach Erlag einer Summe Geldes ab. Matthias Corvinus von Ungarn hatte im Jahr 1480 einige österreichische Burgen besetzt und ließ sich in Eggenburg huldigen. Die Herren einiger Kampburgen sowie die „Dachsner von Mahrersdorf“ fanden sich dort nicht ein. Aus diesem Grund unternahm Zeleny, der Hauptmann von Matthias Corvinus – von Eggenburg aus – mehrmals mit 100 Reitern einen Vorstoß bis in die Nähe von Mahrersdorf und besetzte am 11. November 1480 Mahrersdorf, das sich durch 60 Fußsoldaten mit Wagen und acht Reitern zu verteidigen suchte. Doch Mahrersdorf wurde dem Erdboden gleichgemacht: „[…] circa illa obsidionem habuimus populum nostrum ad sexaginta pedestres cum curribus et equestres octo. Item Saxendorf obsederunt et destruxerunt similimodo Marckastorf ad terram prostraverunt.“[16] Die Mauerreste der zerstörten Burg wurden erst 350 Jahre später – im Zuge sozialer Veränderungen im Dorf – in neu erbaute Häuser integriert und wieder besiedelt.

## Wirtschaft und Infrastruktur

### Verkehr
Zwei Gemeindestraßen führen von Altenburg und Fuglau nach Mahrersdorf. Der Ort ist nicht an den ÖPNV angeschlossen. Die nächstgelegenen Bahnhöfe der ÖBB sind Horn NÖ und Rosenburg an der Kamptalbahn.